# Dagmar Ophardt
Dagmar Tschendel-Ophardt (ur. 20 maja 1965) – niemiecka szpadzistka, srebrna medalistka mistrzostw świata.
Podczas mistrzostw świata w Hawanie w 1992 roku Niemki w składzie: Renate Riebandt-Kaspar, Dagmar Ophardt, Imke Duplitzer i Eva-Maria Ittner zdobyły srebrny medal w zawodach drużynowych. Był to jedyny medal wywalczony przez Ophardt w zawodach tego cyklu. W rywalizacji indywidualnej zajęła tam 20. miejsce.
Nigdy nie wzięła udziału w igrzyskach olimpijskich.